# Österreichische Poolbillard-Meisterschaft 2015
Die österreichische Poolbillard-Meisterschaft 2015 war die 35. Austragung der nationalen Meisterschaft in der Billardvariante Poolbillard. Sie fand vom 23. bis 26. Oktober 2015 im Kulturni Dom in Bleiburg statt. Ausgespielt wurden die Disziplinen 8-Ball, 9-Ball, 10-Ball und 14/1 endlos.
Die Senioren-Wettbewerbe wurden vom 4. bis 7. Mai 2015 im Billard-Pub BALL’AZZO in St. Johann im Pongau ausgetragen.

## Medaillengewinner
| Disziplin              | Gold                                         | Silber                                                | Bronze                                       | Bronze                                                |
| ---------------------- | -------------------------------------------- | ----------------------------------------------------- | -------------------------------------------- | ----------------------------------------------------- |
| Herren – 8-Ball        | Jürgen Jenisy (PBC 1st Edition Villach)      | Georg Höberl (PBC Fair Play Wolfsberg)                | Armin Stainko (PBC ASKÖ Linz)                | Nico Sallmayer (SBV Rheintal)                         |
| Herren – 14/1 endlos   | Mario He (BSV Break Feldkirch)               | Georg Höberl (PBC Fair Play Wolfsberg)                | Daniel Guttenberger (SU Raika Zwettl)        | Georg Stettinger (1. PBC Union Wien)                  |
| Herren – 10-Ball       | Mario He (BSV Break Feldkirch)               | Jürgen Jenisy (PBC 1st Edition Villach)               | Andreas Brezic (1. PBC RaiBa Bleiburg)       | Armin Stainko (PBC ASKÖ Linz)                         |
| Herren – 9-Ball        | Mario He (BSV Break Feldkirch)               | Jürgen Jenisy (PBC 1st Edition Villach)               | Maximilian Lechner (Pool X-Press Innsbruck)  | Armin Stainko (PBC ASKÖ Linz)                         |
| Damen – 8-Ball         | Sandra Baumgartner (1. PBC Meran Klagenfurt) | Marion Meckmann (Pool-Stars Altach)                   | Sabrina Naverschnig (1. PBC RaiBa Bleiburg)  | Clarissa Thöny (BSV PEGASUS-Eisenstadt)               |
| Damen – 14/1 endlos    | Petra Stadlbauer (SU Raika Zwettl)           | Sabrina Naverschnig (1. PBC RaiBa Bleiburg)           | Silvia Imre (PBC 1st Edition Villach)        | Marion Winkler (BC Saustall Fieberbrunn)              |
| Damen – 10-Ball        | Petra Stadlbauer (SU Raika Zwettl)           | Christina Drexel (Top Shot Wien)                      | Silvia Imre (PBC 1st Edition Villach)        | Clarissa Thöny (BSV PEGASUS-Eisenstadt)               |
| Damen – 9-Ball         | Sabrina Naverschnig (1. PBC RaiBa Bleiburg)  | Sandra Baumgartner (1. PBC Meran Klagenfurt)          | Silvia Imre (PBC 1st Edition Villach)        | Lisa Stadler (ABC IMST)                               |
| Senioren – 9-Ball      | Elmar Constantini (Pool X-Press Innsbruck)   | Thomas Radakovits (BC Wiener Neustadt)                | Wolfgang Riedmann (Billard Academy Dornbirn) | Robert Paier-Tschabuschnig (PBC Cool-Pool Klagenfurt) |
| Senioren – 8-Ball      | Andreas Schmedler (1. PBC Meran Klagenfurt)  | Christian Reiter (PSC ASKÖ Gmunden)                   | Johann Schernthaner (BSV PEGASUS-Eisenstadt) | Robert Paier-Tschabuschnig (PBC Cool-Pool Klagenfurt) |
| Senioren – 10-Ball     | Thomas Radakovits (BC Wiener Neustadt)       | Robert Paier-Tschabuschnig (PBC Cool-Pool Klagenfurt) | Wolfgang Prantl (BC Kramsach)                | Johann Schernthaner (BSV PEGASUS-Eisenstadt)          |
| Senioren – 14/1 endlos | Johann Wallner (UBSC Pfisterer Pongau)       | Johann Schernthaner (BSV PEGASUS-Eisenstadt)          | Christian Reiter (PSC ASKÖ Gmunden)          | Robert Paier-Tschabuschnig (PBC Cool-Pool Klagenfurt) |